# Sommerdahl
Sommerdahl er en dansk-tysk  tv-serie fra 2020. Første sæson bestod af 8 afsnit. Serien er løst baseret på Anna Grues bøger om reklamemanden og detektiven Dan Sommerdahl.
Serien er instrueret af Kenneth Kainz og Carsten Myllerup.

## Medvirkende
| Skuespiller                      | Rolle                  |
| -------------------------------- | ---------------------- |
| Lotte Andersen                   | Ulla Hanegaard         |
| André Babikian                   | Flemming Samuel Torp   |
| Laura Drasbæk                    | Marianne Sommerdahl    |
| Diêm Camille Gbogou              | Lina                   |
| Peter Gantzler                   | Svend                  |
| Mathias Käki Jørgensen           | Benjamin               |
| Laura Kjær / Mia Helene Højgaard | Laura Sommerdahl       |
| Peter Mygind                     | Dan Sommerdahl         |
| Julie Rudbæk                     | Bellahøj               |
| Lisbet Lundquist                 | Fru Sommerdahl         |
| Martin Svaneborg                 | Thor                   |
| Elias Munk                       | Hugo                   |
| Ramazan Arslan                   | Mafioso / Tonni Larsen |
| Lise Baastrup                    | Nadia                  |
| Maibritt Saerens                 | Josefine Sundby        |
| Kurt Ravn                        | Otto                   |